# Анна Кольбрун Ауднадоуттир
Анна Кольбрун Ауднадоуттир (исл. Anna Kolbrún Árnadóttir; 16 апреля 1970, Акюрейри — 9 мая 2023, Акюрейри) — исландский политический деятель. Депутат альтинга от Партии Центра (2017—2019).

## Биография
Родилась 16 апреля 1970 года в Акюрейри. Родители: Аудни Фридрихссон (Árni Viðar Friðriksson; род. 20 ноября 1949), бывший управляющий инжиниринговой компании Raftákn и домохозяйка Гердюр Йоунсдоуттир (Gerður Jónsdóttir; род. 18 ноября 1950). У Анны есть брат Йоун Хейдар Ауднасон (Jón Heiðar Árnason); род. 4 августа 1967), инженер-электрик и сестра Катрин (исл. Katrín Árnadóttir; род. 22 апреля 1980)
Выросла в Акюрейри.
В 1991 году получила медицинское образование в средней профессиональной школе (VMA) в Акюрейри.
Долгое время работала медсестрой в Акюрейри, затем в Дании, где жила некоторое время.
В период жизни в Дании, в 2002 году получила профессию педагога дошкольного образования в Педагогической семинарии Фюна в Оденсе.
Затем вернулась в Акюрейри, получила дипломы по управлению образованием и индивидуальному обучению в Университете Акюрейри, а также степень магистра там же в 2010 году.
Долгое время, после возвращения из Дании и до избрания в альтинг работала преподавателем в индивидуальном обучении в начальной школе Сидюскоули (Síðuskóli) в Акюрейри.
В 2013—2016 годах была председателем Инициативной группы правительства и сторон рынка труда по гендерному равенству в оплате труда, с 2016 года до избрания в альтинг — председателем Фонда гендерного равенства (Jafnréttissjóður).

## Политическая карьера
Некоторое время была членом отделения Прогрессивной партии в Акюрейри. В 2015—2017 годах была председателем женской организации партии (Landssamband framsóknarkvenna, LFK).
После раскола Прогрессивной партии, вышла из неё и присоединилась к Партии Центра, созданной в 2017 году.
По результатам парламентских выборов 2017 года избрана депутатом альтинга от Партии Центра в Северо-восточном избирательном округе.
Анна была одной из шести депутатов, которые сидели в баре «Клёйстюр» в Рейкьявике в 2018 году, делали сексистские замечания в адрес коллег и обсуждали назначение послов как кронизм. Скрытая запись этого разговора была опубликована и вызвала политический скандал.
В 2018 году избрана заместителем председателя партии.
Баллотировалась на парламентских выборах 2021 года, но не была переизбрана.
Замещала депутата альтинга в ноябре – декабре 2021, декабре 2021, феврале 2022, октябре 2022 и марте 2023 года.
Умерла в Акюрейри 9 мая 2023 года в возрасте 53 лет после многолетней борьбы с раком.

## Личная жизнь
Первый муж — Бьёдн Ахсельссон (Björn Axelsson; род. 13 декабря 1968). Их дочь: Тоура Альдис (Þóra Aldís Axelsson; род. 6 июня 1997).
Второй муж — экономист Йоун Брага Гюннарссон (Jón Braga Gunnarsson; род. 18 мая 1960). Воспитывала троих неродных детей супруга: Инги Тоур (Ingi Þór Jónsson; род. 30 апреля 1982), Гюннар Бьёдн (Gunnar Björn Jónsson; род. 26 ноября 1987), (Magnús Pálmar Jónsson; род. 5 ноября 1992).